# No. 617 Squadron
Die No. 617 Squadron (617. Staffel) – ab Mai 1943 auch Dambusters (dt. „Dammbrecher“) genannt – ist eine Staffel der britischen Royal Air Force. Sie wurde während des Zweiten Weltkriegs gegründet und seitdem mehrfach aufgelöst und wieder neu aufgestellt. Die 617 Squadron ist die erste fliegende Einsatzstaffel der RAF, die mit der Lockheed Martin F-35 ausgerüstet ist.

## Einsatz im Zweiten Weltkrieg

### Operation Chastise
Ihren Beinamen Dambusters erhielt die Einheit im Zuge der Operation Chastise, Angriffen mit speziellen Rollbomben auf die deutschen Eder-, Möhne- und Sorpe-Talsperren in der Nacht vom 16. auf den 17. Mai 1943 unter der Führung von Wing Commander Guy Gibson. Das Staffelwappen ziert seit diesen Einsätzen eine durchbrochene Staumauer, über der drei rote Blitze gezeichnet sind mit dem französischen Wahlspruch Après moi, le déluge (dt.: „Nach mir die Sintflut“).

### Einsätze mitTallboyundGrand Slam
Im weiteren Verlauf des Krieges wurde die Staffel damit beauftragt, Präzisionsangriffe gegen Ziele zu fliegen, die nur mit der enormen Sprengkraft der Tallboy- und Grand-Slam-Bomben zu zerstören waren. So flogen die Dambusters Einsätze gegen die U-Boot-Bunker in Brest, La Rochelle und Bremen (Bunker Valentin) und zerstörten Anfang 1945 den Schildescher Viadukt bei Bielefeld. Einer der letzten Einsätze im Zweiten Weltkrieg führte die Staffel im April 1945 nach Berchtesgaden, um Hitlers Hauptquartier „Adlerhorst“ zu zerstören.

### Versenkung der Tirpitz
Einen weiteren bekannten Einsatz führten die Lancaster der Staffel gegen das deutsche Schlachtschiff Tirpitz durch. Das Schiff lag seit 1943 im nordnorwegischen Kåfjord und stellte eine Bedrohung des Schiffsverkehrs von und nach Murmansk zur Versorgung der Sowjetunion durch die USA und das Vereinigte Königreich dar; zudem sollte das Schiff nicht gegen die Invasionsstreitkräfte am D-Day eingesetzt werden können. Ab April 1944 begannen Angriffe, um das Schiff zu versenken, die jedoch nicht erfolgreich waren und sich zudem außerhalb der Reichweite der Bomber von den britischen Inseln aus befand. Am 15. September flog die 617. Staffel zusammen mit der 9. deswegen die ersten Angriffe von Yagodnik in der Nähe von Archangelsk aus gegen die Tirpitz, was sie zunächst seeuntüchtig machte. Nach einer Verlegung in den Tromsøfjord im Oktober 1944 wurde sie am 12. November erneut angegriffen und von zwei der 29 angeworfenen Tallboys zum Kentern gebracht. 1204 Angehörige der Besatzung der Tirpitz kamen dabei ums Leben.

### Avro Lancaster
Die „Dambusters“ flogen im Zweiten Weltkrieg viermotorige Langstreckenbomber des Typs Avro Lancaster, das einzige Flugzeug, das zu dieser Zeit die überschweren, meist speziell angefertigten Bomben wie den „Tallboy“ oder die „Grand Slam“ zum Einsatz bringen konnte.

## Kalter Krieg
Die Einheit existiert bis heute als Bomberstaffel weiter. Nach dem Krieg flog sie zwischen September 1946 und Januar 1952 die Avro Lincoln B.2, anschließend bis Ende 1955 die English Electric Canberra B.2/B.6 (B.6 ab Februar 1955) und zwischen Mai 1958 und Dezember 1981 die Avro Vulcan B.1/1A/2/2A (B.1 ab September 1961). Die Staffel war seit Januar 1983 mit dem Panavia Tornado GR.1/GR.4 ausgerüstet, der letzte Tornado-Einsatz fand Ende Januar 2014 über Afghanistan (ISAF) statt.

## 21. Jahrhundert
Die Staffel wurde am 1. April 2014 deaktiviert und als erste britische Einsatzstaffel für die Lockheed Martin F-35B vorgesehen. Das Personal dafür wurde ab 2016 auf der Marine Corps Air Station Beaufort in South Carolina entsprechend umgeschult. Im April 2018 wurde die Staffel noch in den USA wieder offiziell reaktiviert.

## Flugzeugcodes
Während der sieben Jahrzehnte seit Bestehen der Staffel und durch die Auflösungen und Neuaufstellungen wechselten die Erkennungsbuchstaben an den Flugzeugen. Von 1943 bis 1946 trugen die Lancaster die Kombination AJ und KC (bis 1952) sowie YZ allein im Jahr 1945 und nur an Flugzeugen, die die Grand-Slam-Bomben abwerfen sollten. Die Panavia Tornados trugen die Kennzeichen AJ-A bis AJ-Z.

## Sonstiges
Der Staudamm-Angriff der Einheit während des Zweiten Weltkriegs war Gegenstand des britischen Spielfilms Mai 1943 – Die Zerstörung der Talsperren (The Dam Busters, 1954) von Michael Anderson. Anfang der 2000er war geplant, die Geschichte durch Peter Jackson für etwa 50 Millionen Euro neu zu verfilmen. Das Projektvorhaben wurde 2018 eingestellt.